# Asuti, Ron
Asuti là một làng thuộc tehsil Ron, huyện Gadag, bang Karnataka, Ấn Độ.